# 安娜·格吕克斯
安娜·格吕克斯（1997年10月3日—），小名Anna，為泰國第7電視台旗下的德泰混血女演員及模特。代表作有《妙齡歌女》。

## 早期生活
Anna於1997年10月3日出生於泰國廊開府。2022年於泰國商會大學的工商管理學院取得學士學位畢業，隔年於泰國商會大學的工商管理學院去取得碩士學位畢業。

## 演藝經歷
Anna小時候與外婆一同生活，因為外婆喜歡看電視劇，所以就萌生了想做演員的想法，希望能給外婆帶來歡樂。自中學起即參加各種舞台表演和試鏡影視作品。2018年，Anna出演了由小說改編而成的校園愛情劇《夢中注定》正式出道。2019年，客串泰劇《程心程意》。2020年，出演電視劇版《模犯生》。2021年，與泰國第7電視台簽約，成為旗下藝人。

## 影視作品

### 電視劇
| 首播年份 | 戲名                    | 戲名   | 播放平台 | 角色                      | 備註           |
| 首播年份 | 譯名                    | 原文名 | 播放平台 | 角色                      | 備註           |
| 2018年   | 《夢中注定》            |        | LINE TV  | Fairy／Kafe／Elle [Woman] | 主演           |
| 2020年   | 《程心程意》            |        | WeTV     | Nang                      | 客串 （第2集） |
| 2020年   | 《模犯生》              |        | One 31   | 未知                      | 客串           |
| 2022年   | 《妙齡歌女》            |        | Ch7HD    | La                        | 主演           |
| 2022年   | 《天命之虎3之虎營雄心》 |        | Ch7HD    | Waewdao                   | 配角           |
| 2023年   | 《謊言中的愛》          |        | Ch7HD    | Ramrada （Ram／Ruchi）    | 主演           |
| 2024年   | 《孔雀詭計》            |        | Ch7HD    | Inthuorn （Alice）        | 主演           |

## 獎項與提名
| 年份   | 頒獎典禮            | 獎項       | 提名作品 | 結果 |
| 2023年 | Maya TV Awards 2023 | 年度女新人 | -        | 提名 |

## 外部連結
- 安娜·格魯克斯於Channel 7的簡介 （页面存档备份，存于）（泰文）
- 安娜·格吕克斯的Instagram帳戶（泰文）